# Bahnhof Shin-Kiba

Der Bahnhof Shin-Kiba (jap. 新木場駅, Shin-Kiba-eki) ist ein Bahnhof im Bezirk Kōtō der japanischen Hauptstadt Tokio. Er befindet sich auf einer künstlichen Insel am Nordrand der Bucht von Tokio und wird gemeinsam von drei Bahngesellschaften betrieben.

## Linien
Shin-Kiba wird von folgenden Linien bedient:
- Keiyō-Linie der JR East
- Yūrakuchō-Linie der Tōkyō Metro
- Rinkai-Linie der Tokyo Waterfront Area Rapid Transit (TWR)

Shin-Kiba ist die südliche bzw. östliche Endstation der Rinkai-Linie und der Yūrakuchō-Linie. Im Netz der Tokioter U-Bahn trägt Shin-Kiba zusätzlich die Stationsnummer Y-24.

## Bilder

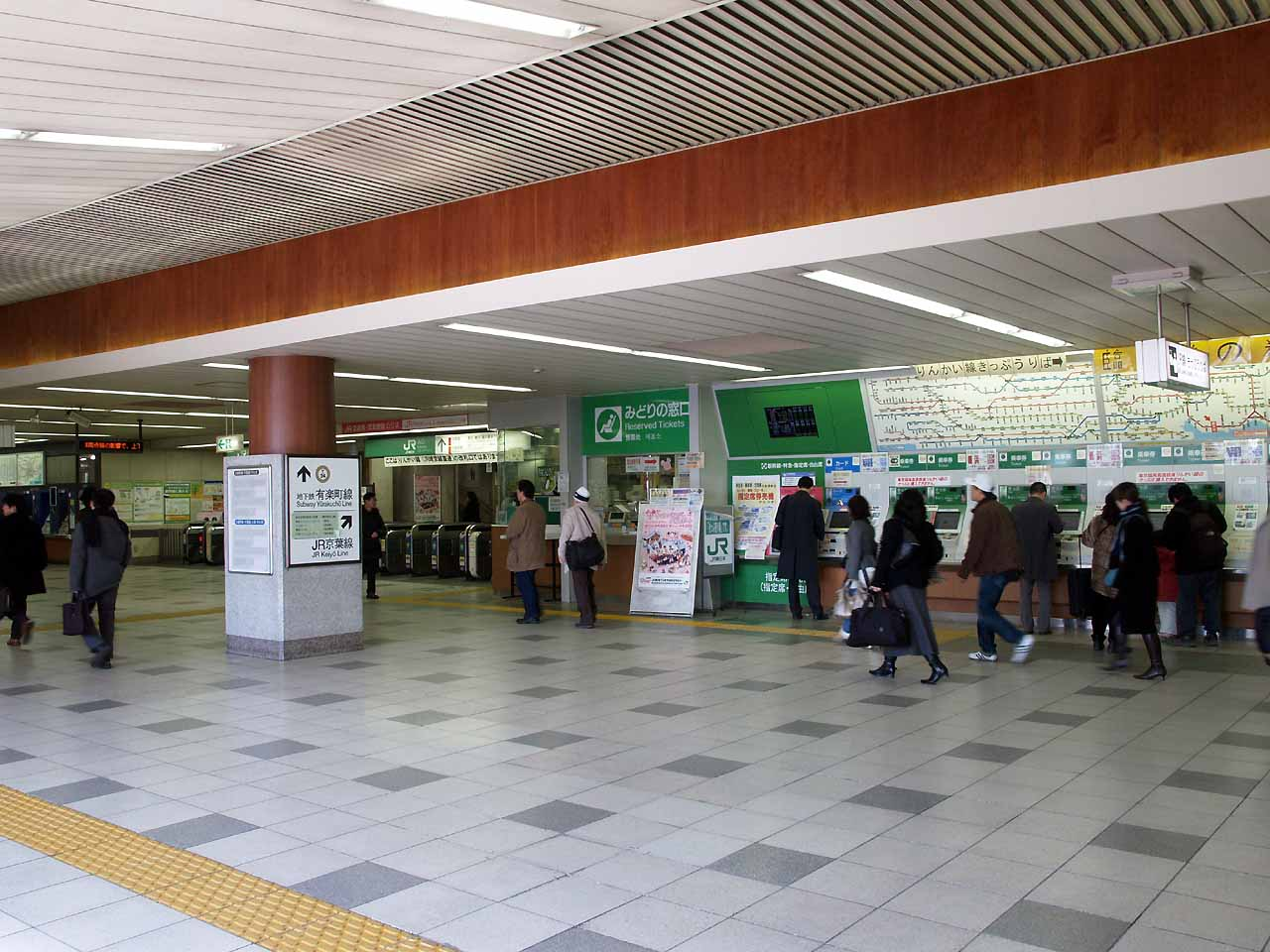
Verteilerebene der JR East
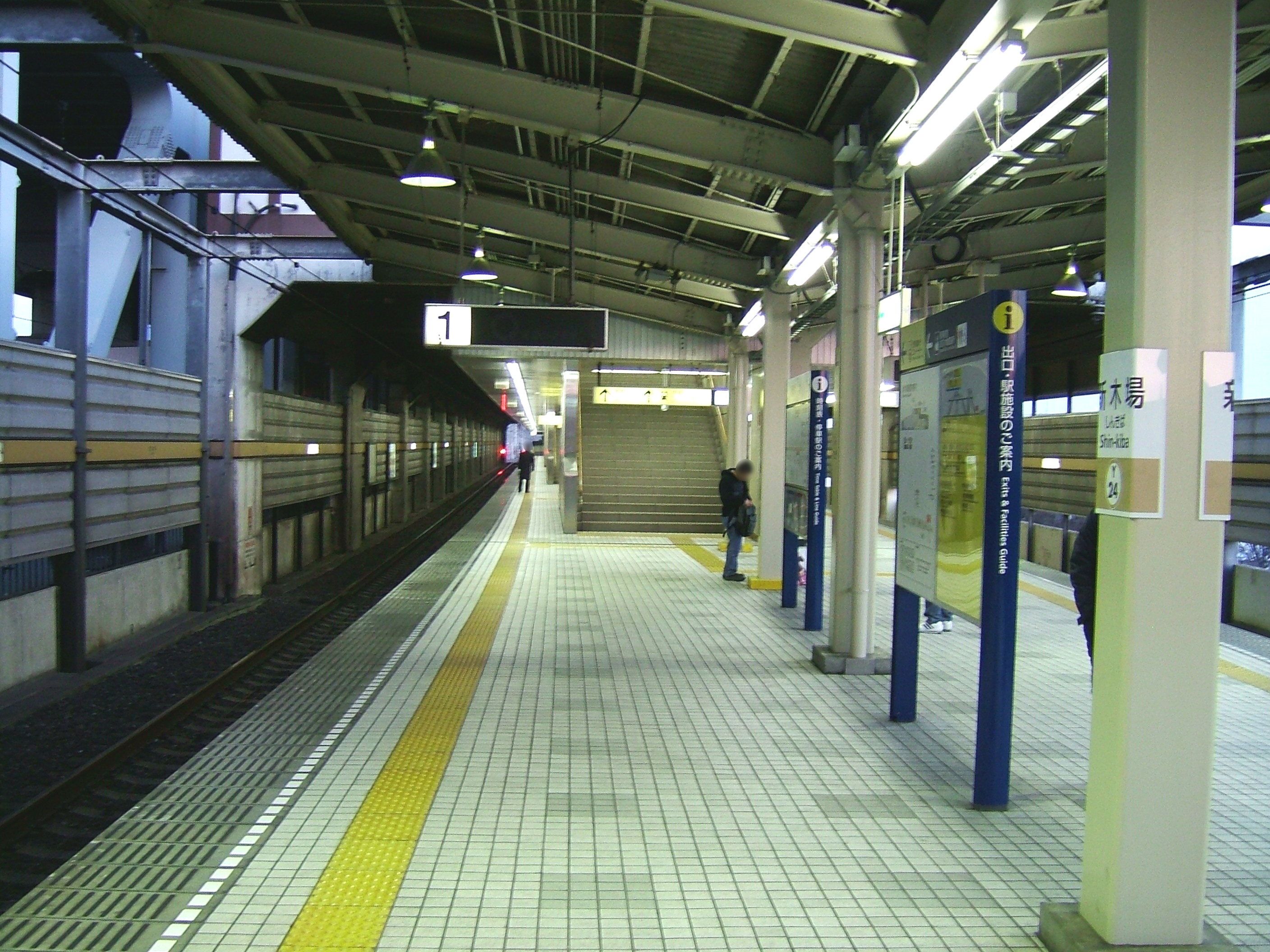
Bahnsteig der Tōkyō Metro
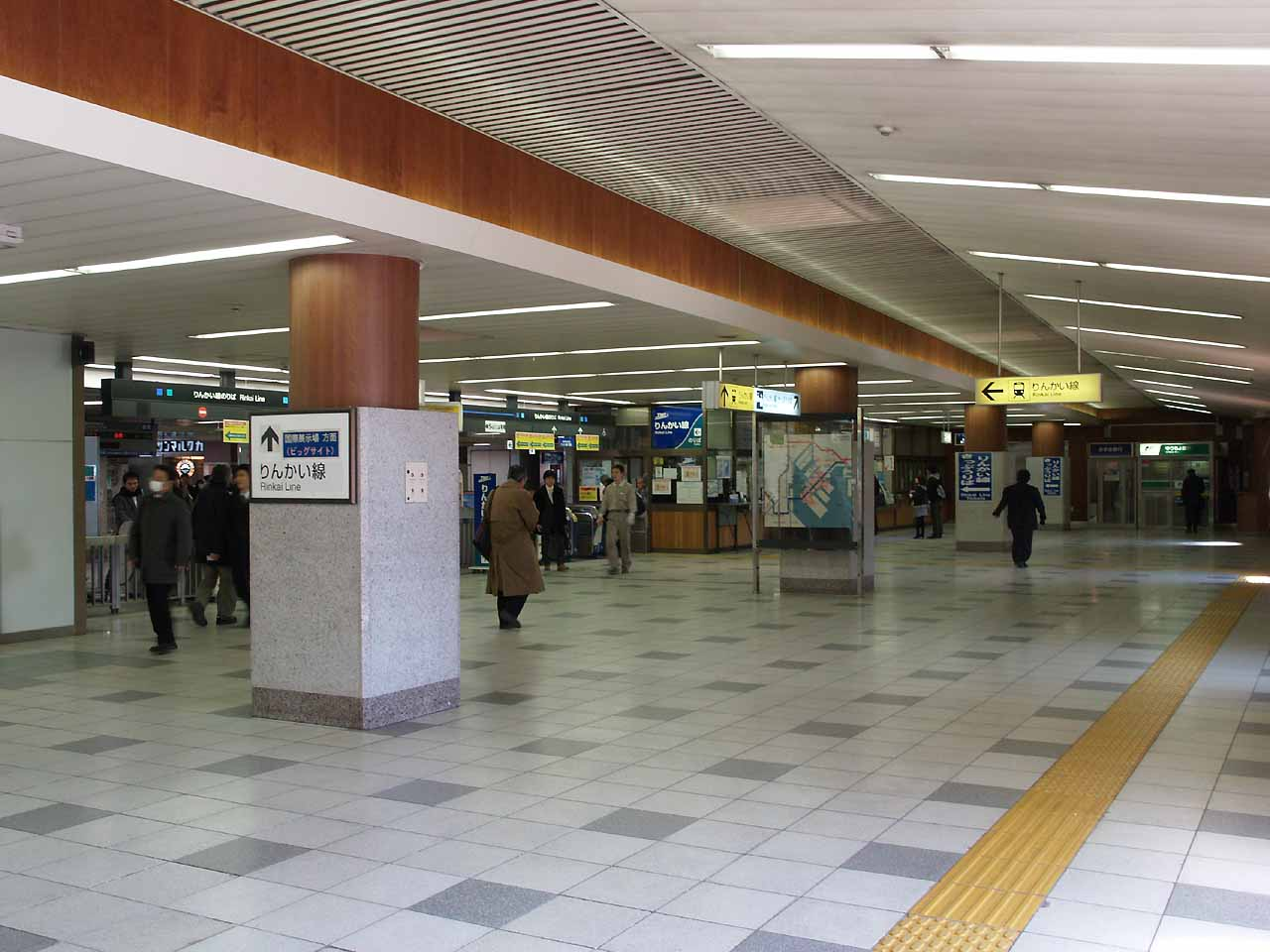
Zugang zur Rinkai-Linie
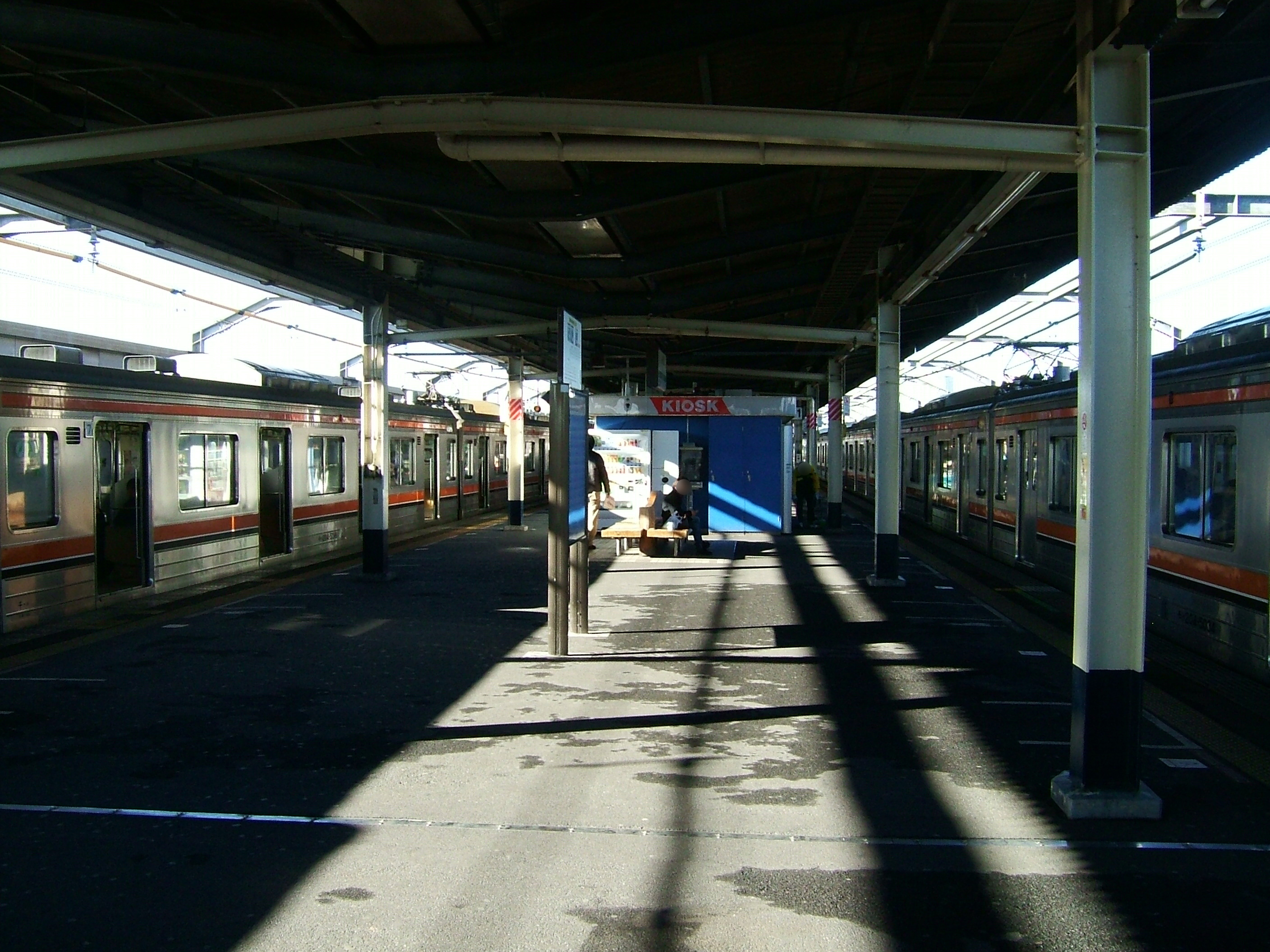
Bahnsteig der JR East

## Anlage
Jede Bahngesellschaft verfügt über eigene Einrichtungen. Alle Gleise sind oberirdisch auf Viadukten. 
- JR East
  - Gleis 1: Keiyō-Linie nach Maihama, Soga
  - Gleis 2: Keiyō-Linie nach Tokio
- Tōkyō Metro
  - Gleis 1: Yūrakuchō-Linie (nur Ausstieg)
  - Gleis 2: Yūrakuchō-Linie nach Yūrakuchō, Iidabashi, Wakōshi (Durchbindung zur Tōbu Tōjō-Hauptlinie und zur Seibu Ikebukuro-Linie)
- TWR
  - Gleise 1, 2: Rinkai-Linie nach Ōsaki (Durchbindung zur Saikyō-Linie nach Ōmiya und zur Kawagoe-Linie nach Kawagoe)

Die Bahnsteige der Tōkyō Metro und der Rinkai-Linie befinden sich im zweiten Stockwerk, jene der Keiyō-Linie im vierten Stockwerk; dazwischen liegt eine Verteilerebene. Auf dem Vorplatz halten Buslinien der Gesellschaft Toei Bus. Etwa einen halben Kilometer südöstlich des Bahnhofs befindet sich ein U-Bahn-Betriebswerk.

## Linien
| Verlauf der Keiyō-Linie |
| --- |
| Tokyo • Hatchōbori • Etchūjima • Shiomi • Shin-Kiba • Higashi-Kasairinkaikōen • Maihama • Shin-Urayasu • Ichikawa-Shiohama • Nishi-Funabashi • Futamatashimmachi • Minami-Funabashi • Shin-Narashino • Kaihimmakuhari • Kemigawahama • Inagekaigan • Chibaminato • Soga |

| Verlauf der Rinkai-Linie                                                                                      |
| --- |
| Ōsaki • Ōimachi • Shinagawa Seaside • Tennōzu Isle • Tōkyō Teleport • Kokusai-Tenjijō • Shinonome • Shin-Kiba |

## Geschichte
Die U-Bahn-Gesellschaft Teito Kōsokudo Kōtsū Eidan (帝都高速度交通営団, seit 2004 Tōkyō Metro) eröffnete den Bahnhof Shin-Kiba am 8. Juni 1988 als südliche Endstation der Yūrakuchō-Linie, zusammen mit dem daran anschließenden Betriebswerk. Am 1. Dezember 1988 nahm JR East den mittleren Abschnitt der Keiyō-Linie zwischen Minami-Funabashi und Shin-Kiba in Betrieb. Der Bahnhof war daraufhin rund 15 Monate lang die westliche Endstation dieser Linie, bis zur Eröffnung des westlichen Abschnitts zum Bahnhof Tokio am 10. März 1990. Schließlich eröffnete die TWR am 30. März 1996 den Abschnitt von Shin-Kiba nach Tōkyō Teleport; seit dem 1. Dezember 2002 ist die Rinkai-Linie durchgängig bis Ōsaki befahrbar.
Im Fiskaljahr 2014 zählte JR East im Bahnhof Shin-Kiba täglich im Durchschnitt 71.713 Fahrgäste. Im Bereich der Tōkyō Metro waren es 102.290 Fahrgäste, bei der TWR 30.896 Fahrgäste.
Während der Olympischen Sommerspiele 2020 war Shin-Kiba ein wichtiger Zugang zu verschiedenen Wettkampfstätten in der Umgebung.